# Хрест пам’яті жертвам Голодомору 1932—1933 років (Сімферополь)
Хрест пам'яті жертвам Голодомору 1932—1933 років — пам'ятний знак у Сімферополі, побудований у ніші на фасаді, де розташований Собор святих рівноапостольних князів Володимира й Ольги Української православної церкви Київського патріархату.

## Опис пам'ятки
Пам'ятний знак розміром близько трьох метрів, виготовлений із білого інкерманського каменю. Складається з п'єдесталу та стели з православним хрестом, увитим виноградом, на фоні ломаного й битого каміння.
Встановлений у ніші фасаду будівлі. Ця будова — Собор святих рівноапостольних князів Володимира й Ольги та менший храм, єпархіальне управління, Кримський православний духовний центр.
Поряд із церквою є невеликий майдан, що дозволяє проводити публічні заходи перед пам'ятним знаком.

### Автори
Споруда — це ідея українського священнослужителя, митрополита Сімферопольського та Кримського України ПЦУ Климента (Куща) і втілення кримськотатарського скульптора Ільмі Аметова. Робота над пам'ятним знаком жертвам Голодомору 1932—1933 рр. розпочалася влітку, а восени 2000 року вже була завершена.

## Символіка монумента
- Виноградна лоза символізує вічне життя (як у Православній церкві, так і в мусульман), а другий план скульптури — биті уламки скелі як життя, що не відбулося.
- Хрест як символ смерті й Воскресіння, Життя вічного. Навіть без зображення Ісуса Христа скульптурна композиція має велике символічне значення.
- Білий колір символізує простоту, непорочність і чистоту.
- Сам монумент як шлях до взаєморозуміння та поєднання зусиль представників української громади Криму та кримськотатарського народу[2].

## Цікаві факти
1. Перший у світі пам'ятник жертвам Голодомору в Україні був відкритий 23 жовтня 1983 р. у м. Едмонтоні (провінція Альберта, Канада) за ініціативою громадян Канади, переважно українського походження.
2. Пам'ятний знак жертвам Голодомору в Україні 1932-1933 років можна побачити у Києві, на Михайлівській площі біля стін Михайлівського Золотоверхого монастиря. Пам'ятний знак стоїть ліворуч від дзвіниці. До підніжжя знаку висипано землю, яку привезли з усіх областей України та Криму.
3. На Чернігівщині (Сокиринці) перший пам'ятник Голодомору виготовив власним коштом і відкрив скульптор-самоук Леонід Гомон 1993 року. Це один із перших у незалежній Україні пам'ятний знак жертвам Голодомору 1932—1933 р.р.[3].
4. Щороку в четверту суботу листопада Україна вшановує пам'ять жертв Голодомору 1932—1933 років і масових штучних голодів 1921—1923 і 1946—1947 років. У 2024-му День пам'яті жертв голодоморів проходив під гаслом «Запали свічку пам'яті за жертвами Голодомору. Борись за Україну та підтримуй воїнів»[4].